# فرانسیسکا هاگمن
فرانسیسکا هاگمن (انگلیسی: Franziska Hagemann؛ زادهٔ ۳ فوریهٔ ۱۹۸۹) بازیکن فوتبال اهل آلمان است.
از باشگاه‌هایی که در آن بازی کرده‌است می‌توان به باشگاه فوتبال ۱.اف‌اف‌سی توربین پوتسدام اشاره کرد.